# Osbornellus venustus
Osbornellus venustus är en insektsart som beskrevs av Freytag 2008. Osbornellus venustus ingår i släktet Osbornellus och familjen dvärgstritar. Inga underarter finns listade i Catalogue of Life.